# Exzellenzcluster Topoi
Das Exzellenzcluster 264 – Topoi (The Formation and Transformation of Space and Knowledge in Ancient Civilizations) war ein interdisziplinärer Forschungsverbund, der im Oktober 2007 aus der zweiten Runde der Exzellenzinitiative des Bundes und der Länder hervorging. 
Die erste Förderperiode begann am 1. November 2007 und endete am 31. Oktober 2012. Im Juni 2012 wurde der Antrag auf Weiterförderung durch den Bewilligungsausschuss Exzellenzinitiative bewilligt. Die zweite Förderperiode lief über weitere fünf Jahre und endete am 31. Oktober 2019. In dem Forschungscluster arbeiteten Wissenschaftler aus den Disziplinen Archäologie, Geografie, Kulturwissenschaft, Kunstgeschichte, Alte Geschichte, Linguistik, Philologie, Philosophie, Theologie und Wissenschaftsgeschichte. Das Exzellenzcluster Topoi war zu gleichen Teilen an der Freien Universität Berlin und der Humboldt-Universität zu Berlin angesiedelt. Sprecher des Clusters waren für die Freie Universität Michael Meyer (Professor für Ur- und Frühgeschichte, Freie Universität Berlin), für die Humboldt-Universität Gerd Graßhoff (Professor für Wissenschaftsgeschichte, Humboldt-Universität zu Berlin). Der Versuch, die Arbeit von Topoi durch einen ähnlich gelagerten Cluster fortzusetzen, scheiterte 2018. Damit hörte der Cluster Ende 2019 auf zu bestehen.

## Beteiligte Institutionen
Zu dem Cluster gehörten als Partner-Universitäten die Technische Universität Berlin und die Hochschule für Technik und Wirtschaft Berlin (HTW). Darüber hinaus bestanden Kooperationen mit außeruniversitären Institutionen, wie der Stiftung Preußischer Kulturbesitz (SPK), dem Deutschen Archäologischen Institut (DAI), dem Max-Planck-Institut für Wissenschaftsgeschichte (MPIWG) und der Berlin-Brandenburgischen Akademie der Wissenschaften (BBAW).

## Ziele
Das Exzellenzcluster verfolgte das Ziel, die vielseitigen Beziehungen zwischen Raum und Wissen in den Zivilisationen des Vorderen Orients, des Mittelmeerraums und des Schwarzmeerraums vom sechsten Jahrtausend v. Chr. bis ca. 600 n. Chr. zu erforschen. Dahinter stand die Absicht, Räume, Raumsysteme und verschiedene Formen des Wissens als miteinander verschränkte Faktoren in der Entwicklung kultureller Systeme der Antike zu untersuchen.
Im Rahmen von Topoi wurden dabei in paradigmatischen Modellstudien Grundlagenforschungen zu kleinräumigen Strukturen bis hin zu großflächigen Imperien durchgeführt, aber auch zu unterschiedlich definierten und konstituierten Räumen. Im Zentrum stand hierbei die Frage, ob und in welcher Weise die Veränderungen der geografischen, politischen, wirtschaftlichen, kulturellen, sprachlichen und soziologischen Räume zu den Transformationen von Wissen und der Entwicklung der verschiedenen Wissenschaften in Beziehung stehen. Aufbauend auf die Grundlagenforschung sollte in interdisziplinärem Rahmen an einer Theorie des Raumes als einem konstituierenden Element in der Formation und Transformation von Kulturen und Gesellschaften in der Antike gearbeitet werden.

## Research Areas
Das Exzellenzcluster Topoi war in mehrere Research Areas (Forschungsbereiche) untergliedert, die wiederum in verschiedene Research Groups (Forschungsgruppen) unterteilt waren.

### Topoi I (2008–2012)
In seiner ersten Förderphase war Topoi in fünf Research Areas untergliedert:
- Area A: Spatial Environment and Conceptual Design
- Area B: Mechanisms of Control and Social Spaces
- Area C: Perception and Representation
- Area D: Theory and Science
- Area E: The Processing of Space

Die Research Areas waren zum Teil direkt, durch die zentrale Area E oder durch die sog. Cross Sectional Groups miteinander vernetzt. 
Forschungsfragen und -ergebnisse der verschiedenen Areas wurden der Öffentlichkeit in einer großen Abschlussausstellung Jenseits des Horizonts präsentiert.

### Topoi II (2013–2017)
In seiner zweiten Förderphase war Topoi in vier Research Areas untergliedert, wobei drei der Area-Bezeichnungen unverändert blieben:
- Area A: Spatial Environment and Conceptual Design
- Area B: Constructing Historical Space (verändert)
- Area C: Perception and Representation
- Area D: Theory and Science

Die Forschungen wurden nun durch sechs Key Topics vernetzt: Economy, Identities, Innovation, Mapping, Transformation und Water Management. 
Über die Förderdauer hinaus soll die Arbeit der Forscher unter der Beteiligung der Partner-Institutionen in einem Berliner Antike-Kolleg fortgeführt werden, das im Mai 2011 eröffnet wurde.